# 于覺世
于覺世，字子先，號赤山，山东新城人，清朝政治人物、進士出身。
順治十六年（1659年）登己亥科進士，官至广东提学道佥事。有《居巢》、《燕市》、《使越》、《岭南》诸集。